# Rafael Rodríguez Padilla
Rafael Rodríguez Padilla (* 23. Januar 1890; † 24. Januar 1929)  war ein guatemaltekischer Maler, Grafiker und Bildhauer. Er war 1920 Mitbegründer und erster Direktor der guatemaltekischen Academia Nacional de Bellas Artes, aus der die heute nach ihm benannte Escuela Nacional de Artes Plásticas „Rafael Rodríguez Padilla“ hervorging.

## Biografie
Rodríguez erlernte in Guatemala die Bildhauerei unter dem Venezolaner Santiago González (1850–1909) und ging dann nach Spanien, wo er sich bei Luis Muriel y López weiterbildete. Kurz nach seiner Rückkehr malte er sein bekanntes Selbstporträt. Rodríguez starb 1929 durch Suizid.
Zu seinen bekannten Arbeiten zählen Denkmäler für Lorenzo Montúfar y Rivera in der Avenida La Reforma (1923), Francisco Vela, José Milla y Vidaurre, Louis Pasteur, in Zusammenarbeit mit Cristóbal Azori das Mausoleum der Familie Castillo auf dem Hauptfriedhof von Guatemala-Stadt, ein Aktbild sowie Porträts von Picassos Vertrautem Jaime Sabartés (1923), von Santiago González und ein Selbstporträt (1915).

## Auszeichnungen
- 1920 Nationalpreis
- 15. September 1921: Erster Preis für Malerei bei der zentralamerikanischen Ausstellung, Guatemala